# Sulimice
Sulimice (deutsch Zillmitz) ist ein Dorf in der polnischen Woiwodschaft Westpommern und gehört zur Landgemeinde Darłowo (Rügenwalde) im Kreis Sławno (Schlawe).

Zillmitz, nördlich von Renkenhagen und nordwestlich der beiden Dörfer Alt und Neu Kugelwitz am linken bzw. rechten Ufer der Wipper, auf einer Landkarte des 19. Jahrhunderts

## Geographische Lage
Das Dorf liegt neun Kilometer östlich von Darłowo und sechs Kilometer von der Ostseeküste entfernt am Südabhang eines Höhenrückens, der nördlich des Dorfes mit dem Varzowicka Góra (Pigow-Berg) 72 Meter über NN. erreicht. Die Gemarkung senkt sich nach Süden zur Wieprza (Wipper) hin ab. Der südlich Ortsrand von Sulimice wird von der Woiwodschaftsstraße 203 (Koszalin (Köslin) – Darłowo – Ustka (Stolpmünde)) durchfahren, die hier die Nebenstraße von Kowalewice (Alt Kugelwitz) nach Barzowice (Barzwitz) kreuzt.
Nachbarorte sind: im Westen Zakrzewo (Sackshöhe), im Norden Barzowice (Barzwitz), im Osten Dzierżęcin (Dörsenthin) und Karsino (Karzin) sowie im Süden Kowalewice (Alt Kugelwitz) und Zielnowo (Sellen).

## Ortsname
Der Ortsname ist wohl slawischen Ursprungs, vermutlich ist es eine ursprünglich wendische Gründung. Eine frühere Bezeichnung ist Chzebbenitze.

## Geschichte
Zillmitz mit einem Rittersitz in Drosedow (heute polnisch: Drozdowo) war seit alters her ein Lehen derer von Grape. 1539 vertauscht das Pommersche Herzoghaus sein Jagdgut Karwitz (Karwice) an Jochen Grape gegen Drosedow. Seither gehören Zillmit und Drosedow zum Rügenwalder Amt.
Um 1780 hatte Zillmitz: 12 Bauern, 1 Landkossät, 2 Straßenkossäten (darunter ein Schulmeister), 2 Büdner und 1 Hirtenhaus bei insgesamt 18 Feuerstellen. Im Jahre 1818 lebten hier 234 Einwohner. Ihre Zahl stieg bis 1905 auf 381 und betrug 1939 noch 327.
Vor 1945 war die Gemeinde Zillmitz mit den Wohnplätzen Drosedow und Brinkenhof und den Gemeinden Barzwitz (Barzowice), Dörsenthin (Dzierżęcin), Karzin (Karsino), Palzwitz (Palczewice) und Vitte (Wicie) Teil des Amtsbezirks Palzwitz im Landkreis Schlawe i. Pom. im Regierungsbezirk Köslin der preußischen Provinz Pommern. Auch das Standesamt hatte seinen Sitz in Palzwitz, während das zuständige Amtsgericht in Rügenwalde stand.
Am 7. März 1945 besetzten russische Truppen den Ort. Nach  dem Zweiten Weltkrieg wurde Zillmitz zusammen mit ganz Hinterpommern von der sowjetischen Besatzungsmacht gemäß dem Potsdamer Abkommen unter polnische Verwaltung gestellt. Es begann nun die Zuwanderung polnischer Migranten, die einheimische Bevölkerung wurde vertrieben, und für den Ort wurde die  Bezeichnung Sulimice eingeführt. Das Dorf ist heute ein Teil der Gmina wiejska Darłowo im Powiat Sławieński der Woiwodschaft Westpommern. Das Dorf hat heute etwa 130 Einwohner.

### Demographie
| Jahr | Einwohner | Anmerkungen |
| ---- | --------- | --- |
| 1818 | 176       | königliches Dorf, ohne das ebenfalls königliche Nachbardorf Drosedow mit 58 Einwohnern                             |
| 1852 | 262       | [ 3 ] |
| 1864 | 324       | am 3. Dezember, Gemeindebezirk, ohne die königliche Domäne Drosedow mit 89 Einwohnern                              |
| 1867 | 324       | am 3. Dezember, ohne das Domänen-Vorwerk Drosedow mit 92 Einwohnern                                                |
| 1871 | 320       | am 1. Dezember, sämtlich Evangelische, ohne das Domänen-Vorwerk Drosedow mit 103 Einwohnern, sämtlich Evangelische |
| 1910 | 251       | am 1. Dezember, ohne den Gutsbezirk Drosedow mit 125 Einwohnern                                                    |
| 1933 | 364       | [ 11 ] |
| 1939 | 327       | [ 11 ] |

## Kirche
Vor 1945 war die Bevölkerung von Zillmitz überwiegend evangelischer Konfession. Das Dorf gehörte mit Barzwitz (heute polnisch: Barzowice), Dörsenthin (Dzierżęcin), Drosedow (Drozdowo), Karzin (Karsino) und Vitte (Wicie) zum Kirchspiel Barzwitz im Kirchenkreis Rügenwalde der Kirchenprovinz Pommern der Kirche der Altpreußischen Union. Letzter deutscher Geistlicher war Pfarrer Franz Birken.
Seit 1945 ist die Einwohnerschaft von Sulimice fast ausnahmslos katholisch. Der Ort gehört zur jetzigen Pfarrei Barzowice im Dekanat Darłowo im Bistum Köslin-Kolberg der Katholischen Kirche in Polen. Evangelische Kirchenglieder sind dem Kirchspiel Koszalin (Köslin) in der Diözese Pommern-Großpolen der Evangelisch-Augsburgischen Kirche in Polen zugeordnet.

## Schule
In der Zillmitzer Volksschule umfasste der Unterricht vor 1945 acht Schuljahre. Letzter deutscher Schulleiter war Lehrer Bielang bis 1941, danach nahmen verschiedene Vertretungskräfte aus der Nachbarschaft den Unterricht wahr.